# Campionati europei di Yngling 2006
I Campionati europei di Yngling 2006 si sono svolti a Medemblik, nei Paesi Bassi.

## Podi
| Evento            | Oro                                                           | Argento                                                            | Bronzo                                         |
| Yngling femminile | Spagna Anna Basalkina Vladislava Ukraintseva Galina Lukashova | Paesi Bassi Mandy Mulder Brechtje van der Werf Petronella de Jong] | Germania Ulrike Schümann Lee Icyda Ute Höpfner |

## Medagliere
| Posiz. | Nazione     | Oro | Argento | Bronzo | Totale |
| ------ | ----------- | --- | ------- | ------ | ------ |
| 1      | Spagna      | 1   | 0       | 0      | 1      |
| 2      | Paesi Bassi | 0   | 1       | 0      | 1      |
| 3      | Germania    | 0   | 0       | 1      | 1      |
| Totale | Totale      | 1   | 1       | 1      | 3      |